# Ruppia polycarpa
Ruppia polycarpa là một loài thực vật có hoa trong họ Ruppiaceae. Loài này được R.Mason miêu tả khoa học đầu tiên năm 1967.